# Józef Jankowski (architekt)
Józef Jankowski (ur. 1882 w Kupczyńcach, zm. 7 kwietnia 1944 w Warszawie) – polski inżynier architekt, urbanista. Członek Stowarzyszenia Architektów Polskich i Towarzystwa Urbanistów Polskich.
W 1903 roku ukończył studia na Wydziale Architektury Szkoły Politechnicznej we Lwowie. Laureat konkursów na projekt budynków Związku Ubezpieczeń Pracowników Umysłowych, szkice domu mieszkalnego oraz rozplanowanie terenów kompleksu parkowego Pole Mokotowskie i folwarku Rakowiec wraz z przyległymi do nich terenami. 
Był mężem Niny Jankowskiej.

## Projekty

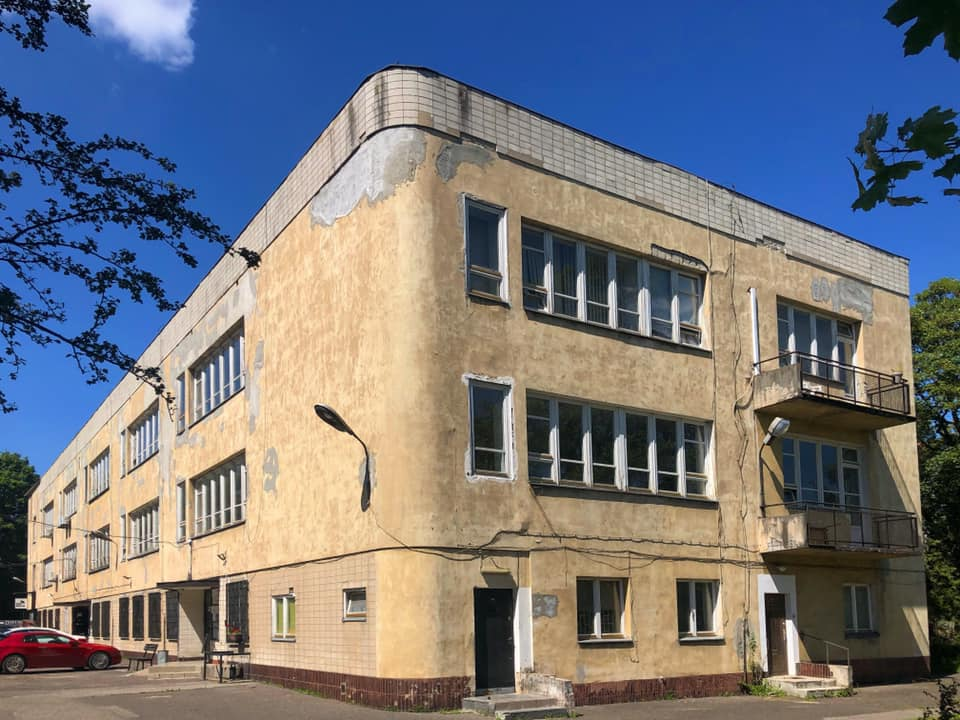
Dawny budynek szkolny, obecnie siedziba CEZAS, ul. Z. Słomińskiego 1 (Szymanowska 1)

Józef Jankowski jest współautorem następujących realizacji:
- placówka pocztowa przy Placu Gdańskim w Ciechocinku (wspólnie z Romualdem Guttem)[3][4]
- zespół budynków Związku Ubezpieczeń Pracowników Umysłowych (obecnie Szpital im. W. Orłowskiego) przy ulicy Czerniakowskiej w Warszawie (wspólnie z Zenonem Buczkowskim, Romualdem Guttem, Janem Kukulskim i Wacławem Rytlem)[5]
- Dom Oficerski Funduszu Kwaterunku Wojskowego będący częścią kamienicy FKW, zlokalizowany u zbiegu Alei Niepodległości i ulicy Koszykowej (wspólnie z Romualdem Guttem)[6][7]
- dom przy ulicy Wespazjana Kochowskiego w Warszawie (wspólnie z żoną, razem z nią również tam zamieszkał)[8]
- budynek szkolny przy ulicy Szymanowskiej 1 (ob. Zygmunta Słomińskiego 1), współautor Romuald Gutt.